# 川上伸昭
川上 伸昭（かわかみ のぶあき、1956年5月20日 - ）は、日本の文部科学技官。文部科学省大臣官房政策評価審議官や、文部科学省科学技術・学術政策局長、科学技術・学術政策研究所長を経て、公立大学法人宮城大学理事長兼学長。

## 人物・経歴
東京都生まれ。宮城県仙台市出身。1975年宮城県仙台第一高等学校卒業。1979年北海道大学工学部応用物理学科卒業。1981年北海道大学大学院工学研究科応用物理学専攻修士課程修了、科学技術庁入庁、振興局国際課配属。1983年科学技術庁原子力安全局保障措置課。1985年通商産業省資源エネルギー庁公益事業部原子力発電安全審査課安全審査官。
1987年科学技術庁原子力安全局原子力安全課放射性廃棄物規制室長補佐。1990年科学技術庁研究開発局総合研究課地球科学技術推進室長補佐。1991年外務省在オーストラリア日本国大使館一等書記官。1994年科学技術庁原子力安全局原子力安全課長補佐。1995年科学技術庁原子力局核燃料課原子力バックエンド推進室長。1996年科学技術庁原子力安全局保障措置課査察管理官。同年科学技術庁長官官房総務課。
1997年科学技術庁長官官房総務課行政改革推進室長。1999年科学技術庁科学技術政策局調査課長。2000年科学技術庁科学技術政策局調整課長。2001年文部科学省科学技術・学術政策局計画官。2002年文部科学省研究振興局基盤研究課長。2004年日本原子力研究所東京事務所原研・機構統合準備室長代理。2005年宇宙航空研究開発機構経営企画部長。2006年文部科学省研究振興局振興企画課長。
2007年文部科学省生涯学習政策局政策課長。2008年文部科学省大臣官房総務課長。2009年文部科学省大臣官房審議官（生涯学習政策局担当）。2010年科学技術振興機構理事（総括担当）。2013年文部科学省大臣官房政策評価審議官。2014年文部科学省科学技術・学術政策局長。2016年文部科学省科学技術・学術政策研究所所長。2017年公立大学法人宮城大学理事長兼学長。